# Neal Skupski
Neal Skupski (Liverpool, l'1 de desembre de 1989) és un tennista anglès, especialista en la modalitat de dobles i que va encapçalar el rànquing mundial de dobles. El seu germà gran Ken també va ser tennista professional i van competir junts en diverses temporades fins a la seva retirada.
En el seu palmarès destaquen tres títols de Grand Slam, un en dobles masculins a Wimbledon (2023), i dos en dobles mixts consecutius a Wimbledon (2021, 2022). Va guanyat un total de quinze títols en dobles masculins. Va formar part de l'equip britànic de Copa Davis en diverses ocasions.

## Torneigs de Grand Slam

### Dobles masculins: 3 (1−2)
| Resultat  | Núm. | Any  | Torneig       | Parella        | Oponents                           | Marcador         |
| --------- | ---- | ---- | ------------- | -------------- | ---------------------------------- | ---------------- |
| Finalista | 1.   | 2022 | US Open       | Wesley Koolhof | Rajeev Ram Joe Salisbury           | 6−7(4), 5−7      |
| Guanyador | 1.   | 2023 | Wimbledon     | Wesley Koolhof | Marcel Granollers Horacio Zeballos | 6−4, 6−4         |
| Finalista | 2.   | 2025 | Roland Garros | Joe Salisbury  | Marcel Granollers Horacio Zeballos | 0−6, 7−6(5), 5−7 |

### Dobles mixts: 4 (2−2)
| Resultat  | Núm. | Any  | Torneig          | Parella          | Oponents                          | Marcador            |
| --------- | ---- | ---- | ---------------- | ---------------- | --------------------------------- | ------------------- |
| Guanyador | 1.   | 2021 | Wimbledon        | Desirae Krawczyk | Harriet Dart Joe Salisbury        | 6−2, 7−6(1)         |
| Guanyador | 2.   | 2022 | Wimbledon (2)    | Desirae Krawczyk | Samantha Stosur Matthew Ebden     | 6−4, 6−4            |
| Finalista | 1.   | 2024 | Open d'Austràlia | Desirae Krawczyk | Hsieh Su-wei Jan Zieliński        | 7−6(5), 4−6, [9−11] |
| Finalista | 2.   | 2024 | Roland Garros    | Desirae Krawczyk | Laura Siegemund É. Roger-Vasselin | 4−6, 5−7            |

## Biografia
Fill de Mary i Ken Skupski, el seu pare és descendent de polonesos. Abans de fer el salt a professional, va preferir apartar-se un any del circuit per finalitzar la seva carrera d'administració esportiva a Louisiana State University, Estats Units, i esdevenir professional l'any 2013.

## Palmarès

### Dobles masculins: 42 (17−25)
| Llegenda                          |
| --------------------------------- |
| Grand Slams (1−2)                 |
| ATP Finals (0−0)                  |
| ATP World Tour Masters 1000 (3−6) |
| ATP World Tour 500 (3−9)          |
| ATP World Tour 250 (10−8)         |

| Títols per superfície |
| --------------------- |
| Dura (10−17)          |
| Gespa (5−1)           |
| Terra batuda (2−7)    |

| Resultat  | Núm. | Data                   | Torneig                         | Superfície   | Parella           | Oponents                           | Marcador               |
| --------- | ---- | ---------------------- | ------------------------------- | ------------ | ----------------- | ---------------------------------- | ---------------------- |
| Finalista | 1.   | 20 d'octubre de 2013   | Moscou, Rússia                  | Dura (i)     | Ken Skupski       | Mikhail Elgin Denis Istomin        | 2−6, 6−1, [12−14]      |
| Guanyador | 1.   | 11 de febrer de 2018   | Montpeller, França              | Dura (i)     | Ken Skupski       | Ben McLachlan Hugo Nys             | 7−6(2), 6−4            |
| Finalista | 2.   | 30 de juny de 2018     | Eastbourne, Regne Unit          | Gespa        | Ken Skupski       | Luke Bambridge Jonny O'Mara        | 5−7, 4−6               |
| Finalista | 3.   | 23 de setembre de 2018 | Metz, França                    | Dura (i)     | Ken Skupski       | Nicolas Mahut É. Roger-Vasselin    | 1−6, 5−7               |
| Guanyador | 2.   | 28 d'octubre de 2018   | Viena, Àustria                  | Dura (i)     | Joe Salisbury     | Mike Bryan É. Roger-Vasselin       | 7−6(5), 6−3            |
| Finalista | 4.   | 24 de febrer de 2019   | Delray Beach, Estats Units      | Dura         | Ken Skupski       | Bob Bryan Mike Bryan               | 6−7(5), 4−6            |
| Finalista | 5.   | 14 d'abril de 2019     | Houston, Estats Units           | Terra batuda | Ken Skupski       | Santiago González A-u-H. Qureshi   | 6−3, 4−6, [6−10]       |
| Guanyador | 3.   | 29 d'abril de 2019     | Budapest, Hongria               | Terra batuda | Ken Skupski       | Marcus Daniell Wesley Koolhof      | 6−3, 6−4               |
| Finalista | 6.   | 25 de maig de 2019     | Lió, França                     | Terra batuda | Ken Skupski       | Ivan Dodig É. Roger-Vasselin       | 4−6, 3−6               |
| Finalista | 7.   | 29 d'agost de 2020     | Cincinnati, Estats Units        | Dura         | Jamie Murray      | P. Carreño Busta Alex de Minaur    | 2−6, 5−7               |
| Finalista | 3.   | 1 de novembre de 2020  | Viena                           | Dura (i)     | Jamie Murray      | Łukasz Kubot Marcelo Melo          | 6−7(5), 5−7            |
| Guanyador | 4.   | 14 de novembre de 2020 | Sofia, Bulgària                 | Dura (i)     | Jamie Murray      | Jürgen Melzer É. Roger-Vasselin    | Renúncia               |
| Guanyador | 5.   | 20 de març de 2021     | Acapulco, Mèxic                 | Dura         | Ken Skupski       | Marcel Granollers Horacio Zeballos | 7−6(3), 6−4            |
| Finalista | 9.   | 4 d'abril de 2021      | Miami, Estats Units             | Dura         | Dan Evans         | Nikola Mektić Mate Pavić           | 4−6, 4−6               |
| Finalista | 10.  | 18 d'abril de 2021     | Montecarlo, Mònaco              | Terra abtuda | Dan Evans         | Nikola Mektić Mate Pavić           | 3−6, 6−4, [7−10]       |
| Finalista | 11.  | 8 d'agost de 2021      | Washington DC, Estats Units     | Dura         | Michael Venus     | Raven Klaasen Ben McLachlan        | 6−7(4), 4−6            |
| Guanyador | 6.   | 3 d'octubre de 2021    | San Diego, Estats Units         | Dura         | Joe Salisbury     | John Peers Filip Polášek           | 7−6(2), 3−6, [10−5]    |
| Guanyador | 7.   | 9 de gener de 2022     | Melbourne, Austràlia            | Dura         | Wesley Koolhof    | A. Nedovyesov A-u-H. Qureshi       | 6−4, 6−4               |
| Guanyador | 8.   | 15 de gener de 2022    | Adelaida, Austràlia             | Dura         | Wesley Koolhof    | Ariel Behar Gonzalo Escobar        | 7−6(5), 6−4            |
| Guanyador | 9.   | 19 de febrer de 2022   | Doha, Qatar                     | Dura         | Wesley Koolhof    | Rohan Bopanna Denis Shapovalov     | 7−6(4), 6−1            |
| Finalista | 12.  | 3 d'abril de 2022      | Miami (2)                       | Dura         | Wesley Koolhof    | Hubert Hurkacz John Isner          | 6−7(5), 4−6            |
| Finalista | 13.  | 24 d'abril de 2022     | Barcelona, Espanya              | Terra batuda | Joe Salisbury     | Kevin Krawietz Andreas Mies        | 7−6(3), 6−7(5), [6−10] |
| Guanyador | 10.  | 8 de maig de 2022      | Madrid, Espanya                 | Terra batuda | Wesley Koolhof    | Juan Sebastián Cabal Robert Farah  | 6−7(4), 6−4, [10−5]    |
| Guanyador | 11.  | 12 de juny de 2022     | 's-Hertogenbosch, Països Baixos | Gespa        | Wesley Koolhof    | Matthew Ebden Max Purcell          | 4−6, 7−5, [10−6]       |
| Guanyador | 12.  | 14 d'agost de 2022     | Montreal, Canadà                | Dura         | Wesley Koolhof    | Dan Evans John Peers               | 6−2, 4−6, [10−6]       |
| Finalista | 14.  | 9 de setembre de 2022  | US Open, Estats Units           | Dura         | Wesley Koolhof    | Rajeev Ram Joe Salisbury           | 6−7(4), 5−7            |
| Guanyador | 13.  | 6 de novembre de 2022  | París, França                   | Dura (i)     | Wesley Koolhof    | Ivan Dodig Austin Krajicek         | 7−6(5), 6−4            |
| Finalista | 15.  | 19 de març de 2023     | Indian Wells, Estats Units      | Dura         | Wesley Koolhof    | Rohan Bopanna Matthew Ebden        | 3−6, 6−2, [8−10]       |
| Finalista | 16.  | 23 d'abril de 2023     | Barcelona (2)                   | Terra batuda | Wesley Koolhof    | Máximo González Andrés Molteni     | 3−6, 7−6(7), [4−10]    |
| Guanyador | 14.  | 18 de juny de 2023     | 's-Hertogenbosch (2)            | Gespa        | Wesley Koolhof    | Gonzalo Escobar A. Nedovyesov      | 7−6(1), 6−2            |
| Guanyador | 15.  | 16 de juliol de 2023   | Wimbledon, Regne Unit           | Gespa        | Wesley Koolhof    | Marcel Granollers Horacio Zeballos | 6−4, 6−4               |
| Finalista | 17.  | 26 d'agost de 2023     | Winston-Salem, Estats Units     | Dura         | Lloyd Glasspool   | Nathaniel Lammons Jackson Withrow  | 3−6, 4−6               |
| Finalista | 18.  | 4 d'octubre de 2023    | Pequín, Xina                    | Dura         | Wesley Koolhof    | Ivan Dodig Austin Krajicek         | 7−6(12), 3−6, [5−10]   |
| Finalista | 19.  | 18 de febrer de 2024   | Delray Beach (2)                | Dura         | Santiago González | Julian Cash Robert Galloway        | 7−5, 5−7, [2−10]       |
| Finalista | 20.  | 2 de març de 2024      | Acapulco                        | Dura         | Santiago González | Hugo Nys Jan Zieliński             | 3−6, 2−6               |
| Guanyador | 16.  | 23 de juny de 2024     | Londres, Regne Unit             | Gespa        | Michael Venus     | Taylor Fritz Karén Khatxànov       | 4−6, 7−6(5), [10−8]    |
| Guanyador | 17.  | 29 de juny de 2024     | Eastbourne                      | Gespa        | Michael Venus     | Matthew Ebden John Peers           | 4−6, 7−6(2), [11−9]    |
| Finalista | 21.  | 27 d'octubre de 2024   | Viena (2)                       | Dura (i)     | Michael Venus     | Alexander Erler Lucas Miedler      | 6−4, 3−6, [1−10]       |
| Finalista | 22.  | 22 de febrer de 2025   | Doha                            | Dura         | Joe Salisbury     | Julian Cash Lloyd Glasspool        | 3−6, 2−6               |
| Finalista | 23.  | 20 d'abril de 2025     | Barcelona (3)                   | Terra batuda | Joe Salisbury     | Sander Arends Luke Johnson         | 3−6, 7−6(1), [6−10]    |
| Finalista | 24.  | 7 de juny de 2025      | Roland Garros, França           | Terra batuda | Joe Salisbury     | Marcel Granollers Horacio Zeballos | 0−6, 7−6(5), 5−7       |
| Finalista | 25.  | 7 d'agost de 2025      | Toronto                         | Dura         | Joe Salisbury     | Julian Cash Lloyd Glasspool        | 3−6, 7−6(5), [11−13]   |

### Dobles mixts: 4 (2−2)
| Resultat  | Núm. | Data                 | Torneig                     | Superfície   | Parella          | Oponents                          | Marcador            |
| --------- | ---- | -------------------- | --------------------------- | ------------ | ---------------- | --------------------------------- | ------------------- |
| Guanyador | 1.   | 11 de juliol de 2021 | Wimbledon, Regne Unit       | Gespa        | Desirae Krawczyk | Harriet Dart Joe Salisbury        | 6−2, 7−6(1)         |
| Guanyador | 2.   | 10 de juliol de 2022 | Wimbledon (2)               | Gespa        | Desirae Krawczyk | Samantha Stosur Matthew Ebden     | 6−4, 6−4            |
| Finalista | 1.   | 26 de gener de 2024  | Open d'Austràlia, Austràlia | Dura         | Desirae Krawczyk | Hsieh Su-wei Jan Zieliński        | 7−6(5), 4−6, [9−11] |
| Finalista | 2.   | 6 de juny de 2024    | Roland Garros, França       | Terra batuda | Desirae Krawczyk | Laura Siegemund É. Roger-Vasselin | 4−6, 5−7            |

## Trajectòria

### Dobles masculins
| Open d'Austràlia | A           | A           | A           | A   | 1R          | 1R          | 2R          | 2R          | 2R    | QF    | QF    | 3R | 0 / 8     | 11 – 8    |
| Roland Garros | A           | 1R          | A           | A   | A           | 2R          | 2R          | QF          | 1R    | QF    | QF    |    | 0 / 7     | 11 – 7    |
| Wimbledon | Q1          | 1R          | 1R          | 2R  | QF          | 3R          | 1R          | NC          | 2R    | 3R    | G     |    | 1 / 9     | 15 – 8    |
| US Open | A           | A           | A           | A   | 1R          | 1R          | SF          | QF          | 2R    | F     | 3R    |    | 0 / 7     | 4 – 6     |
| Jocs Olímpics | No celebrat | No celebrat | No celebrat | A   | No celebrat | No celebrat | No celebrat | No celebrat | 2R    | NC    | NC    |    | 0 / 1     | 1 − 1     |
| ATP Finals | A           | A           | A           | A   | A           | A           | A           | A           | A     | SF    | RR    |    | 0 / 2     | 3 – 4     |
| Total Victòries–Derrotes                                                                                                   | 3−1         | 5−12        | 2−4         | 4−9 | 5−8         | 28−16       | 43−30       | 22−16       | 29−24 | 55−17 | 51−24 |    | 249 – 163 | 249 – 163 |
| Rànquing a final d'any | 87          | 90          | 103         | 81  | 67          | 33          | 31          | 27          | 20    | 1     | 9     |    |           |           |
| Llegenda: G: Guanyador; F: Finalista; SF: Semifinalista; QF: Quarts de final; Q: Qualificació; A: Absent; RR: Round Robin; |             |             |             |     |             |             |             |             |       |       |       |    |           |           |

### Dobles mixts
| Open d'Austràlia | A  | A  | A  | A  | A  | SF | 2R | QF | 1R | SF | F | 0 / 6 | 14 – 6 |
| Roland Garros | A  | A  | A  | A  | A  | 2R | NC | QF | QF | 2R |   | 0 / 4 | 5 – 4  |
| Wimbledon | QF | 1R | 3R | 2R | 2R | 2R | NC | G  | G  | 2R |   | 2 / 9 | 17 – 7 |
| US Open | A  | A  | A  | A  | A  | 1R | NC | QF | 2R | A  |   | 0 / 3 | 3 – 3  |
| Llegenda: G: Guanyador; F: Finalista; SF: Semifinalista; QF: Quarts de final; Q: Qualificació; A: Absent; RR: Round Robin; |    |    |    |    |    |    |    |    |    |    |   |       |        |